# Ailloux
Der Ailloux ist ein Fluss in Frankreich, der im Département Puy-de-Dôme in der Region Auvergne-Rhône-Alpes verläuft. Er entspringt im Regionalen Naturpark Livradois-Forez, beim Weiler Labat, im nördlichen Gemeindegebiet von Échandelys, entwässert im Oberlauf generell nach Nordwest, wechselt dann auf Südwest und mündet nach rund 37 Kilometern an der Gemeindegrenze von Brenat und Parentignat als rechter Nebenfluss in die Eau Mère.

## Orte am Fluss
(Reihenfolge in Fließrichtung)
- Labat, Gemeinde Échandelys
- Montboissier, Gemeinde Brousse
- Brousse
- Sugères
- Manglieu
- Aulhat-Saint-Privat, Gemeinde Aulhat-Flat
- Brenat
- La Redonde, Gemeinde Brenat
- Parentignat